# Marcus Sandell
Pour les articles homonymes, voir Sandell.
Marcus Sandell, né le 23 septembre 1987 à Espoo, est un skieur alpin finlandais.

## Biographie
Il participe à sa première course en coupe du monde en novembre 2006 à l'occasion d'un slalom à Levi. Il marque ses premiers points en décembre 2006 à Hinterstoder.
Il a en outre obtenu une médaille d'argent à l'occasion des Championnats du monde juniors de ski alpin 2007 en slalom géant à Flachau.
Il participe aux Jeux olympiques d'hiver de 2006, 2010 et 2014.
Il obtient son meilleur résultat en grand championnat en 2011 aux Mondiaux de Garmisch-Partenkirchen, avec une dixième place au slalom géant. C'est dans la même localité qu'il obtient son meilleur résultat en Coupe du monde en février 2013 avec une quatrième place au slalom géant.

## Palmarès

### Jeux olympiques d'hiver
| Épreuve / Édition | Turin 2006 | Vancouver 2010 | Sotchi 2014 |
| Slalom géant      | Abandon    | Abandon        | Abandon     |

### Championnats du monde
| Épreuve / Édition | Åre 2007 | Val d'Isère 2009 | Garmisch Partenkirchen 2011 | Schladming 2013 | Beaver Creek 2015 |
| Slalom géant      | Abandon  | 16e              | 10e                         | 12e             | 14e               |
| Slalom            | Abandon  | Abandon          | Abandon                     | -               | -                 |
| Super G           | -        | -                | -                           | 29e             | -                 |

#### Juniors
- Championnats du monde juniors 2007 à Flachau (Autriche) : 
  -  Médaille d'argent au slalom géant.

### Coupe du monde
- Meilleur classement général : 33e en 2013.
- Meilleur résultat : 7e.

#### Différents classements en Coupe du monde
| Année/Classement | Année/Classement | Général | Général | Descente | Descente | Slalom | Slalom | Slalom géant | Slalom géant | Super G | Super G | Combiné | Combiné |
| ---------------- | ---------------- | ------- | ------- | -------- | -------- | ------ | ------ | ------------ | ------------ | ------- | ------- | ------- | ------- |
| Année/Classement | Année/Classement | Class.  | Points  | Class.   | Points   | Class. | Points | Class.       | Points       | Class.  | Points  | Class.  | Points  |
| 2007             | 2007             | 120e    | 16      | -        | -        | -      | -      | 36e          | 16           | -       | -       | -       | -       |
| 2008             | 2008             | 59e     | 130     | -        | -        | -      | -      | 16e          | 130          | -       | -       | -       | -       |
| 2009             | 2009             | 78e     | 75      | -        | -        | -      | -      | 24e          | 71           | -       | -       | 46e     | 4       |
| 2010             | 2010             | -       | -       | -        | -        | -      | -      | -            | -            | -       | -       | -       | -       |
| 2011             | 2011             | 99e     | 54      | -        | -        | -      | -      | 28e          | 54           | -       | -       | -       | -       |
| 2012             | 2012             | 58e     | 143     | -        | -        | -      | -      | 19e          | 143          | -       | -       | -       | -       |
| 2013             | 2013             | 33e     | 197     | -        | -        | -      | -      | 8e           | 197          | -       | -       | -       | -       |
| 2014             | 2014             | 56e     | 117     | -        | -        | -      | -      | 21e          | 117          | -       | -       | -       | -       |
| 2015             | 2015             | 62e     | 108     | -        | -        | -      | -      | 18e          | 108          | -       | -       | -       | -       |
| 2016             | 2016             | 58e     | 164     | -        | -        | -      | -      | 17e          | 164          | -       | -       | -       | -       |
| 2017             | 2017             | 135e    | 11      | -        | -        | -      | -      | 50e          | 11           | -       | -       | -       | -       |

### Coupe d'Europe
- Gagnant du classement de slalom géant en 2007.
- 3 victoires.

### Championnats de Finlande
- Champion du slalom géant en 2008 et 2009.